# 小行星1773
小行星1773（1773 Rumpelstilz）是一颗围绕太阳公转的小行星。1968年4月17日，保羅·維爾特在齐美尔瓦尔德发现了此天体。
該小行星1773以德國童話《名字古怪的小矮人兒》的角色龍佩爾施迪爾欽（Rumpelstiltskin）命名。
这颗小行星的绝对星等为169.5228455896674等。